# تانديت الشمالية (افرطيسة)
تانديت الشمالية هي إحدى مشيخات المملكة المغربية، تتبع جغرافيا لإقليم بولمان وإداريًا لافرطيسة. يقدر عدد سكانها بـ 8260 نسمة حسب الإحصاء الرسمي للسكان والسكنى لسنة 2004.